# Te quedaste
«Te quedaste» es el tercer sencillo del álbum Ha*Ash del dúo estadounidense Ha*Ash, integrado por las hermanas Hanna Nicole y Ashley Grace, fue lanzado oficialmente en 2003 como tercer sencillo de su álbum debut homónimo.
El tema alcanzó la cuarta posición de los más escuchado en las radios de México. En el año 2015, la canción fue regrabada para formar parte de la edición especial de su primera producción discográfica en vivo Primera fila: Hecho realidad.

## Información de la canción
La canción fue compuesta por el mexicano Áureo Baqueiro y el cantante Leonel García exintegrante del dúo Sin Bandera, la producción fue llevada a cabo por el primero. El tema fue el segundo sencillo del dúo en los Estados Unidos y el tercer tema publicado en México. Fue lanzado el 1 de julio de 2004 para la promoción del primer álbum homónimo Ha*Ash. El tema alcanzó el top 5 de los más escuchado en las radios de México.

## Vídeo musical
El vídeo oficial fue estrenado el 1 de febrero de 2004, y subido a las plataformas de YouTube el 25 de octubre de 2009. Hasta fines de febrero el vídeo cuenta con 37,5 millones de reproducciones.
Al principio del vídeo se ve como una chica "amuebla" su nueva casa, mientras hace una fiesta con sus amigos, a medida que avanza Hanna y Ashley se les ve cantando, detrás de ellas en el fondo está la chica del comienzo viviendo su romance con su novio, jugando y a la vez discutiendo. Terminando el vídeo con la mujer sola debido a que el chico se ha ido y regresando a la imagen inicial donde comenzaba a amoblar su habitación.

## Presentaciones en vivo
El tema fue incluido en las primeras cinco giras del dúo, siendo interpretado desde el año 2003 hasta el año 2016, donde fue tocado por última vez. Cantaron por primera vez el tema con otros artista en vivo en el año 2005 junto al cantante Kalimba.

## Otras versiones en álbum
En el año 2015 el dúo grabó una nueva versión de la canción de forma acústica para su edición especial del álbum Primera fila: Hecho realidad.
| N.º | Título                           | Escritor(es)                   | Director(es)   | Duración |  |
| 1.  | «Te quedaste» (Versión Acústica) | Áureo Baqueiro · Leonel García | Jules Ramllano | 4:06     |  |

## Créditos y personal
Créditos adaptados de las notas del álbum y AllMusic.

### Grabación y gestión
- Grabado en Brava!, Manu Estudio/Cosmo Estudios (Ciudad de México)
- Mezclado en Manu Estudios
- Masterización en El Cuarto de Máquinas
- Administrado por Columbia / ATV Discos Music Publishing LLC / Westwood Publishing

### Personal
- Armando Ávila: bajo, guitarra acústica, guitarra eléctrica, teclado, ingeniería de grabación, arreglo musical
- Áureo Baqueiro: producción, teclado, voces de fondo, ingeniería de grabación, arreglo musical
- Michelle Batrez: voces de fondo
- Fanny Chernitsky: voces de fondo
- Pepe Damián: batería
- Rodolfo Cruz: ingeniería de grabación
- Rodolfo Vázques: mezcla
- Luis Gil: masterización

## Posiciones en la lista
Listas de posicionamiento incluyendo solo las listas Billboard de Estados Unidos.
| Listas (2004-2005)               | Mejor posición |
| -------------------------------- | -------------- |
| Estados Unidos (Hot Latin Songs) | 28             |
| Estados Unidos (Latin Pop Songs) | 17             |
| Estados Unidos (Latin Airplay)   | 28             |
| México (Top 10 México)           | 4              |